# Knights in the Nightmare
Knights in the Nightmare là một game kết hợp giữa hai thể loại strategy-shooter role-playing game được sản xuất bởi hãng Sting Entertainment, và là phần thứ tư của series Dept. Heaven.Phiên bản tiếng Anh được phát hành bởi hãng Atlus tại North America vào ngày 2 tháng 6 năm 2009. Phiên bản chuyển thể trên hệ máy PSP ra mắt tại Nhật vào ngày 22 tháng 4 năm 2010.
Một phiên bản Special Edition của Knights in the Nightmare, mang tên "Knights in the Nightmare DHE Series Special Pack", bao gồm một bản copy củaYggdra Union: We'll Never Fight Alone cho hệ máy Game Boy Advance được Sting phát hành cùng ngày với phiên bản tiếng Nhật.

## Hệ thống chiến đấu
Các trận đấu trong Knights in the Nightmare diễn ra trong môi trường thời gian thực trên một khu vực mạng lưới ô vuông. Người chơi điều khiển wisp bằng Stylus thông qua một màn hình cảm ứng (đối với phiên bản DS) hoặc Analog (đối với phiên bản PSP), di chuyển và ra lệnh cho các kỵ sĩ tấn công địch thủ. Khi Wisp tiếp xúc với một nhân vật có thể hành động, người chơi có thể thực hiện đòn tấn công và điều chỉnh hướng ra đòn bằng cách di chuyển Wisp. Tuy nhiên, Wisp có thể bị ảnh hưởng bởi Bullet Hell, cùng với việc ra lệnh cho các kỵ sĩ, người chơi phải điều chỉnh Wisp né tránh các phát đạn từ đối phương. Các đòn tấn công thông thường cho phép sản sinh ra Gems có tác dụng phục hồi thanh Magic Point; items được sử dụng để thực hiện các Skill Attacks gây sát thương lên đối thủ và phá hủy vật thể.
Mỗi trận đấu sẽ diễn ra trong 1 khoảng thời gian nhất định, tuy nhiên thông số này chỉ giảm xuống khi các kỵ sĩ thực hiện các hành động và khi Wisp chịu ảnh hưởng bởi các đòn tấn công từ đối thủ. Do vậy, người chơi sẽ không bị giới hạn về thời gian dự tính các chiến thuật và yếu tố này tạo nên sự tương đồng đối với các game thuộc thể loại strategy role-playing game khác.
Để hoàn thành một màn đấu, người chơi phải hoàn thành số lượng Kill-line cần thiết trong bảng Enemy Matrix. Trong bảng này, mỗi quái vật tương ứng với một ô vuông. Khi tất cả quái vật trong cùng 1 hàng ngang, hàng dọc hoặc chéo bị tiêu diệt, 1 Kill line được hoàn thành. Người chơi có thể tùy ý lựa chọn quái vật thích hợp sau mỗi lượt đấu thông qua một hệ thống tương tự roulete.

## Hệ thống Tran-soul
Một hệ thống cho phép người chơi loại bỏ 1 nhân vật để gia tăng các chỉ số cho 1 nhân vật khác, tạo ra 1 nhân vật mạnh hơn, hỗ trợ cho chiến đấu. Hiệu quả của quá trình này tùy thuộc vào nhiều yếu tố khác nhau, chủ yếu từ thông số, lai lịch của mỗi nhân vật tham gia quá trình.

## Cốt truyện

### Bối cảnh
Knights in the Nightmare diễn ra trong một thế giới tưởng tượng, bao gồm thế giới của các vị thần - Asgard, thế giới của con người - Aventheim và thế giới bên kia - Niflhelm.Ba thế giới này tồn tại độc lập và có liên kết chặt chẽ với nhau. Thế giới của con người, mặc dù ở đây phần lớn là người sinh sống, có một sự đa dạng và phong phú về chủng tộc. Các chủng tộc bao gồm: Armadia, Ingeid, Elvale, Nestico, Rondalia, Balmore, Larocca, Tiamut, Lemonoug, và Yumil.
Trong thế giới con người tồn tại 1 Arbitrator, người được giao quyền nắm giữ Unwritten Law, đồng thời cũng là người bảo vệ có trách nhiệm duy trì sự ổn định giữa 3 thế giới con người, Asgard và Underworld. Rất lâu về trước, một Arbitrator đã cố gắng phiên dịch lại thứ ngôn ngữ cổ xưa này và tạo ra Written Law.Điều cấm kỵ đó đã gây nên thảm họa với tộc người Tiamat.Hàng nghìn năm sau đó, Capehorn – 1 thành viên tộc Tiamat, đã phát hiện ra báu vật này trong điện thờ của bộ tộc và quyết định giải mã nó.
Chỉ những Arbitrator mới có thể đọc hiểu được Unwritten Law, và bởi thế, con cháu của họ, những người mang trong mình dòng máu ấy luôn gánh trách nhiệm bảo vệ trật tự của thế giới.Nhưng sau thảm họa diệt chủng của tộc Tiamat, các vị thần đã quyết định phong ấn hoàn toàn sức mạnh của Arbitrator, đặt dấu chấm hết cho sứ mệnh của họ.Kể từ đó, Arbitrator,cũng như trọng trách quan trọng của mình đã đi vào truyền thuyết và nhanh chóng bị lãng quên.
Tuy nhiên,thiếu sự bảo vệ, ranh giới ngăn cách vùng đất của Asgard và Underworld với thế giới con người ngày một yếu dần đi, và thế giới của con người, đã bắt đầu cho sự gánh chịu một cuộc xâm lăng.

### Câu chuyện
Câu chuyện của Knights in the Nightmare bắt đầu với một loạt những biến cố diễn ra tại lục địa St.Celestina, bắt nguồn bởi sự tham lam và đố kỵ của con người, tạo điều kiện cho các thế lực đen tối đến từ thế giới khác, đẩy con người tới vực thẳm diệt vong.
Sau thảm họa, bộ tộc Tiamat đã lui vào rừng sâu và họ dựng nên một điện thờ, chôn giấu những cổ văn bị cấm tại đó.Đồng thời, những người Tiamat đã dựng nên một lớp bảo vệ cách ly với thế giới bên ngoài để đảm bảo an toàn cho bộ tộc. Algiery, một thành viên nữ ưu tú được cử đi đột nhập vào hàng ngũ vương triều Glepnir nhằm nắm bắt mọi động thái ở đó.
Capehorn, một thành viên của bộ tộc, đã không đồng ý với cách hành xử hèn nhát của người Tiamat như vậy và quyết định nghiên cứu những pháp thuật cấm nhắm khôi phục lại thời kỳ huy hoàng cho cả bộ tộc. Việc làm đó bị phát giác và lão bị tộc trưởng Azhan trục xuất khỏi bộ tộc, cùng với việc tước đi cặp sừng và đôi cánh, những đặc điểm của người Tiamat. Bị ruồng bỏ, Capehorn quyết định tiếp tục tham vọng của mình trong việc đạt được sức mạnh tối cao. Một thời gian sau đó, lão gia nhập vào hàng ngũ vương quốc Glepnir và tại đây, nhờ vốn kiến thức sâu rộng của mình, lão trở thành giáo hoàng, một trong những chức vị cao nhất của triều đình.Trong khoảng thời gian này, lão tiếp tục những nghiên cứu của mình về Written Law và thu nhận được Yelma, một nữ phù thủy cực kỳ lợi hại để trợ giúp lão.
Trong suốt thời gian nghiên cứu về Written Law, Yelma đã triệu tập Zolgonark - chúa tể địa ngục lên trần gián. Sự việc này vượt ngoài dự tính của Capehorn và cùng với sự xuất hiện của mình, Zolgonark đã triệu hồi ba thuộc hạ trung thành của hắn: Rivulia the Judgement, Beast king Daudalos và Titan Scorpio cùng đội quân quái vật tới từ thế giới bóng đêm, điều này đã đem đến một thảm họa cho thế giới của con người với những cái chết bí ẩn. Trong lúc đó, Marietta, thiên thần lãnh nhiệm vụ bảo vệ Heaven gate giáng xuống thế giới con người, thực hiện mệnh lệnh từ các thần linh, trừng phạt con người vì việc xây dựng tháp Kilgia. Cô đến gặp Zolgonark thực hiện một thỏa thuận để đạt được sức mạnh. Zolgonark lợi dụng Marietta phá bỏ phong ấn của Capehorn, sau đó phân tán cô thành hai nửa thiện và ác, một phần trốn thoát, tìm cách phục hồi sai lầm này và phần còn lại trở thành tay sai của hắn.
Sự xuất hiện của Zolgonark bị Capehorn giấu kín, lão tiệp tục nghiên cứu nhắm tìm cách khống chế lại Zolgonark. Trong lúc đó, tin đồn về sự xuất hiện của quái vật đã khiến quốc vương Wilmgard để ý và ông quyết định lên đường kiểm tra sự việc. Capehorn đã sắp đặt một cái bẫy dành cho vị vua bằng cách tung tin đồn về quái vật tại thị trấn ven hồ Renieburg. Trong chuyến kiểm tra nơi đây, vua Wilmgard cùng đội quân tùy tùng đã bị hạ sát. Linh hồn ông sau đó bị tách rời khỏi thể xác và được giấu kín tại mật thất lâu đài Aventheim.
Cái chết của vua Wilmgard đã mang lại sự bất ổn lên toàn thể vương quốc. Hoàng tử Nordich, người kế vị chính thức của ông lên ngôi.Những người trung thành với quốc vương đã không chấp nhận điều này và quyết định chống lại hoàng tử.Lợi dụng thời cơ đó, Capehorn quyết định thực hiện mưu đồ chiếm đoạt quyền lực của mình.
Để đảm bảo an toàn cho tình thế lúc đó, người Tiamat đã sắp đặt một đám cưới giữa công chúa Alier của bộ tộc với hoàng tử Nordich nhắm giữ sự yên ổn cho bộ tộc. Capehorn đã bí mật thu xếp chuyện này. Biết được sự thật, Nordich đã tức giận tìm Capehorn để truy vấn nhưng bị phù thủy Yelma hạ sát và biến anh thành một người sói.
Gunther, vị tướng già trung thành của hoàng đế, được biết đến dưới biệt danh Grand Marshal vốn rất được người dân nể trọng, đã trở nên đau buồn sau cái chết của vị vua.Ông bị giáo hoàng dụ dỗ mặc bộ áo giáp của hoàng đế vốn đã bị yểm bùa và trở thành một kỵ sĩ đien loạn. Bằng cách đó, không còn gì cản trở Capehorn thực hiện tham vọng của mình.
Câu chuyện của game bắt đầu sau khi Valkyrie Maria đột nhập vào lâu đài Aventheim, lấy đi linh hồn của quốc vương Wilmgard và tại một nhà thờ bị bỏ hoang, cô hồi phục lại ý thức cho ông và đánh thức sức mạnh của Arbitrator trong ông, giúp ông có khả năng tiếp xúc với linh hồn các chíên binh tử trận và thu phục họ làm đồng đội trong cuộc hành trình quay trở lại lâu đài Aventheim.

## Phát triển
Screenshots, artwork và clip nhạc của Knights đã được giởi thiệu 2 năm trước khi phát hành lần đầu tại Nhật trên blog của JaJa, một thành viên của bộ phận phát triển game.
Nữ họa sĩ Satoko Kiyuduki đảm nhiệm lại lần nữa vai trò thiết kế của bà từ Yggdra Union: We'll Never Fight Alone. Sunaho Tobe, với sự hợp tác trong 2 series đầu của Dept. Heaven, và Yoshinori Iwanaga, đảm nhiệm thiết kế quái vật trong phiên bản đầu tiên của Riviera quay trở lại với công việc minh họa hình ảnh cho Knights'.Nhạc sĩ Shigeki Hayashi, làm việc với Riviera và Yggdra Union, trở lại biên sọan soundtrack cho Knights.

## Đón nhận
Game nhận được sự đón nhận một cách tích cực, và được Famitsu đánh giá với thang điểm 32/40. Trong tuần đầu ra mắt, sản phẩm chiếm được 16 vị trí bán. Knights được chính thức trao giải thưởng tại Japan Media Arts Festival diễn ra năm 2008. IGN's Mark Bozon tặng thửởng game một thang điểm 8.8/10, khen ngợi chiều sâu và sự phức tạp của game. Sự phê bình chủ yếu đến từ những người viết review cho game xuất phát từ hệ thống hướng dẫn kéo dài gần 1 tiếng và khá quanh co phức tạp.